# Ervik
Ervik est un village de Norvège, situé dans la commune de Stad, dans le comté de Vestland. Le village est situé sur la pointe nord-ouest de la péninsule de Stad, à environ 30 kilomètres au nord-ouest du village de Selje, et à environ 12 kilomètres au nord-ouest du village de Leikanger. Le village se trouve à la base sud d’un plateau montagneux de 497 mètres d’altitude, le Kjerringa, formant une falaise qui plonge presque verticalement dans l’océan à l’extrémité nord-ouest de la péninsule. C’est l’un des villages les plus à l’ouest de la Norvège continentale.
L’église d'Ervik est située dans le village. Il y a un mémorial dans l’église pour les personnes qui sont mortes lorsque le SS Sanct Svithun a été bombardé par des avions alliés à l’automne 1943 et a coulé au large d’Ervik.
Le village possède une épicerie, un jardin d'enfants et une petite école. Les habitants d’Ervik travaillent principalement dans la pêche et l’agriculture (principalement l’élevage de bovins, de moutons et de chèvres). Il y a aussi une grande plage dans la petite baie le long de la côte d’Ervik.